# 치킨볼

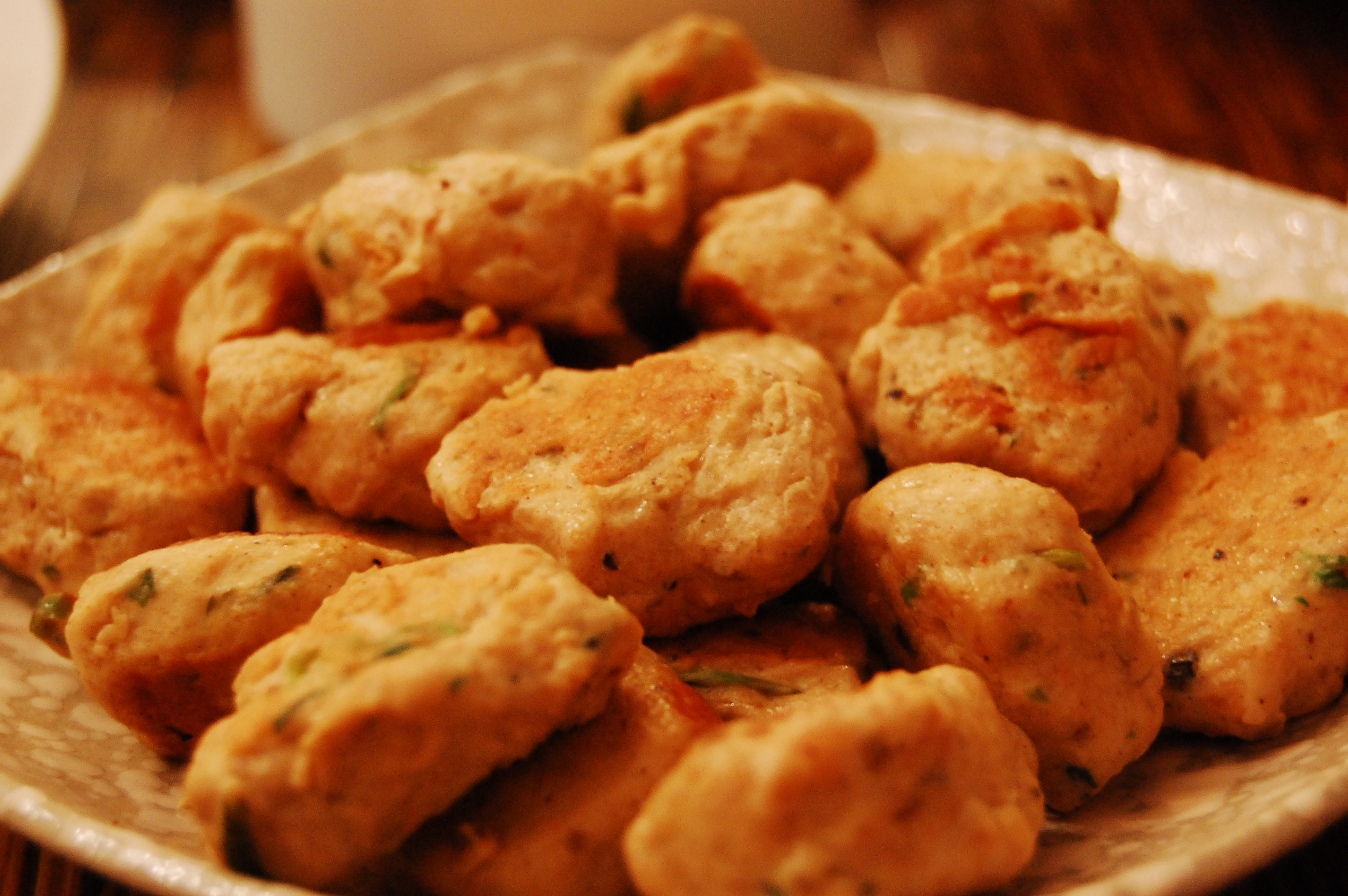

치킨볼(chicken balls)은 작고 구형이거나 거의 구형에 가까운 닭고기 조각으로 구성된 식품이다. 여러 가지 다른 요리로 준비되고 먹는다.

## 서양 중국 요리
치킨볼(중국어: 鸡球, 병음: jī qiú)은 캐나다, 아일랜드, 미국, 영국에서 중국 테이크아웃의 필수품으로 제공되는 현대 중국 음식의 일종이다. 이 요리는 바삭바삭한 튀김옷을 입힌 작은 닭가슴살 덩어리로 구성되어 있다. 종종 카레 소스, 새콤 달콤한 소스 또는 자두 소스와 함께 제공된다.

## 동아시아 및 동남아시아 요리
중국 남부 어묵과 비슷한 또 다른 종류의 치킨볼은 필리핀과 일본(츠쿠네)과 같은 동아시아 및 동남아시아 국가에서 볼 수 있다.

## 다른 요리에서
치킨볼은 또한 이탈리아 유대인 요리와 이슬람 요리를 포함한 여러 다른 요리 전통의 일부이다.

## 같이 보기
- 치킨 너겟